# حماية (قانون دولي)

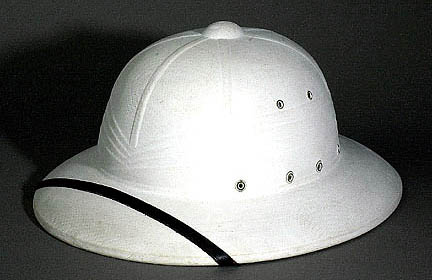

لمصطلح محمية تاريخيا معنيان مختلفان. فالمعنى الأول وهو الذي اعتمده القانون الدولي الحديث فتعني دولة لكن ذات حكم الذاتي يحميها دبلوماسيا وعسكريا كيان أو دولة أقوى ضد طرف ثالث. مقابل ذلك تقبل المحمية بالالتزامات المتفق عليها، وتختلف تلك الالتزامات اختلافا كبيرا حسب طبيعة العلاقة بين الطرفين. ولكن مع ذلك فإنها يحتفظ قدر كاف من السيادة وتظل دولة بموجب القانون الدولي. وتعرف المناطق الخاضعة لهذا النوع من التنظيم بدولة محمية.
المعنى الآخر جاء كنتيجة للتوسع الاستعماري الأوروبي في القرن التاسع عشر. حيث ظهر مصطلح «محميات استعمارية» للعديد من الدول الخاضعة للاستعمار، ولكن لم يعتبرها القانون الدولي دول منفصلة. رغم انها كانت دول بالفعل  . أما الكيانات المذكورة بأنها «محميات دولية» يمكن أن تصبح خاضعة للدولة التي تحميها وهي عمليا دول فاقدة استقلالها، وإن كان هناك استثناءات.

## محميات بريطانية
- نياسالاند
- محمية عدن
- محمية حضرموت (كانت تسمى «محمية الجنوب الشرقية»)
- سلطنة مصر
- البحرين
- الكويت[3]
- قطر
- الإمارات العربية المتحدة (كانت تسمى «ولايات الساحل المتصالح»)
- الصومال البريطاني

### أوروبا
- قبرص البريطانية (1871–1914) (وضعت تحت الإدارة العسكرية البريطانية 1914–1922 ثم أعلنت مستعمرة التاج 1922–1960)

## محميات هولندية
- أروبا وكوراساو وسينت مارتن (الآن جميعها دول مؤسسة لمملكة هولندا ومنفصلة عن بعضها البعض، وكانت في السابق جزء من جزر الأنتيل الهولندية)
- عدة سلطنات في الهند الشرقية الهولندية:
  - سلطنة ترومون (1770)، سلطنة لانغكات (26 أكتوبر 1869)، سلطنة ديلي (22 أغسطس 1862)، سلطنة آساهان (27 سبتمبر 1865)، سلطنة سياك (1 فبراير 1858) وسلطنة إندراغيري (1838) في سومطرة
  - سلطنة جوغجاكارتا (13 فبراير 1755)، إمبراطورية ماتارام وسلطنة سوراكارتا (26 فبراير 1677)، دوقية مانغكونيغارا (24 فبراير 1757) ودوقية باكو آلامان (22 يونيو 1812) في جافا.
  - سلطنة سامباوا وسلطنة بيما (8 ديسمبر 1669) في جزر سوندا الصغرى.
  - سلطنة بونتياناك (16 أغسطس 1819)، سلطنة سامباس (1819)، سلطنة كوبو (4 يونيو 1823)، سلطنة لانداك، سلطنة ميمباوا، سلطنة ماتان، سلطنة سانغاو، سلطنة سيكادو، سلطنة سيمبانغ، سلطنة سينتانغ (1822)، سلطنة سوكادانا، سلطنة كوتا وارينغين، كوتاي سلطنة كيرتانيغارا (8 أغسطس 1825)، سلطنة غونونغ تابور وسلطنة بولونغان في بورينو.
  - سلطنة غووا (1669)، سلطنة بون، سلطنة سايدنرينغ، سلطنة سوبينغ، سلطنة بوتونغ
  - تيرنيت (12 أكتوبر 1676) وسلطنة باتجان في جزر الملوك.
  - سلطنة كايمانا في غينيا الجديدة الهولندية.

## محميات فرنسية
- محمية سار (1947–1956) ليست بمستعمرة ولكنها كانت قسم سابق من ألمانيا عاد إليها بعد عقد استفتاء ووقعت تحت انتداب عصبة الأمم. كانت معظم المستعمرات الفرنسية محميات.

### آسيا
- ولاية آركوت كانت محمية فرنسية (1692–1750) حتى الاستقلال عام 1763 واعترف بها كمحمية بريطانية.
- الهند الصينية الفرنسية حتى 1953/54:
  - كمبوديا (11 أغسطس 1863)
  - آنام وتونكين (6 يونيو 1884)
  - لاوس (3 أكتوبر 1893)

### أفريقيا
- جزر القمر 21 أبريل 1886 مستعمرة فرنسية (أنجوان) حتى ضمها بتاريخ 25 يوليو 1912.
- كانت جيبوتي محمية منذ 24 يونيو 1884 ومنطقة أوبوك ومحمية تادجورا اعترفت بها بريطانيا بتاريخ 9 فبراير 1888 وغُيرت تسميتها لتصبح أرض الصومال الفرنسي يوم 20 مايو 1896.
- ولايات مدغشقر التقليدية
  - مملكة ميرينا أصبحت محمية فرنسية بتاريخ 6 أغسطس 1896 وأصبحت مستعمرة مدغشقر الفرنسية بتاريخ 28 فبراير 1897.
- المغرب: وقعت معظم السلطنة تحت الحماية الفرنسية (30 مارس 1912 – 7 أبريل 1956)، ولكن بقيت السلطنة نظرياً تتمتع بسيدتها بموجب ما نصت علية معاهدة فاس،[4] وأكدت محكمة العدل الدولية وضع المغرب عام 1952.[5] على أنه دولة دات سيادة ووجود فرنسي في المغرب ماهو الا إحتلال عسكري غير شرعي لدولة دات سيادة . و ليست مستعمرة أو جزء من إمبراطورية استعمارية فرنسية . كما سبق دالك دعوات من عصبة امم المتحدة ضد فرنسا في 1940 و 1935 لإلغاء حماية فرنسية على المغرب و جلاء جيش فرنسي من المغرب . 
  - وقع الجزء الشمالي من المغرب تحت الحماية الإسبانية في ذات الفترة. حسب معاهدة فاس
- تونس (12 مايو 1881 – 20 مارس 1956): أصبحت محمية فرنسية بموجب معاهدة.
- موريتانيا أصبحت محمية بتاريخ 12 مايو 1903 واشتملت على عدة ولايات تقليدية:
  - إمارة أدرار مستعمرة فرنسية منذ 9 يناير 1909 (قبل الإسبان)
  - إمارة تاغانيت الكونفيدرالية (أسستها سلالة إيدوعيش) وأصبحت محمية فرنسية 1905.
  - إمارة البراكنة الكونفيدرالية
  - إمارة الترارزة: جُعِلت محمية فرنسية بتاريخ 15 ديسمبر 1902

أفريقيا جنوب الصحراء
شغل نظام «الحماية» القانوني البنية الرسمية القانونية في ظل توسع الإمبراطورية الفرنسية الاستعمارية على القارة الأفريقية خلال الفترة الممتدة من ثلاثينيات القرن التاسع عشر وحتى مطلع القرن العشرين. ووضِعت تقريباً كل الدول الواقعة ضمن المنطقة التي سبقت إيجاد منطقة غرب أفريقيا الفرنسي تحت نظام حماية في مرحلة ما، ولكن استبدل الحكم المباشر تدريجياً اتفاقيات الحماية هذه.
- ولايات بنين التقليدية